# 티셈실트

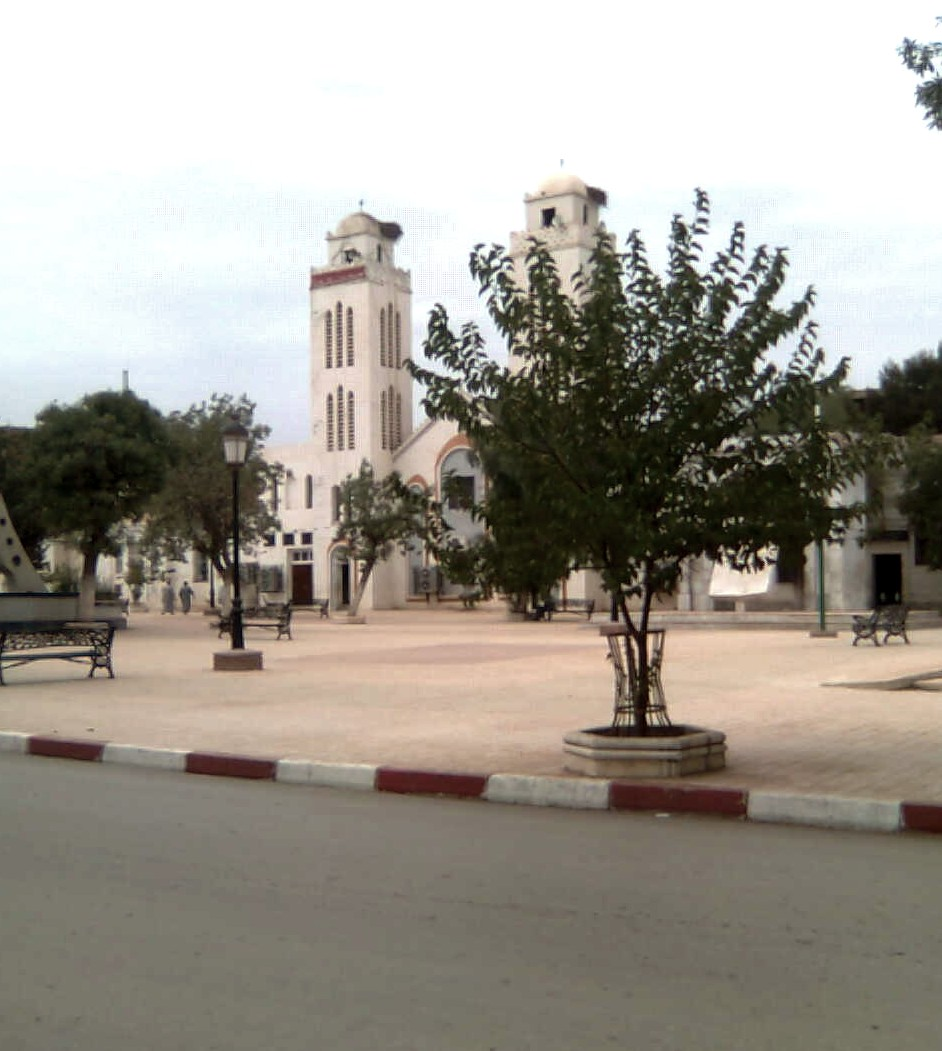
티셈실트

티셈실트(아랍어: تسمسيلت, 프랑스어: Tissemsilt)는 알제리의 도시로 티셈실트 주의 주도이며 높이는 849m, 인구는 61,155명(1998년 기준)이다.